# Школа № 3 (Ишимбай)
Средняя общеобразовательная школа № 3 — муниципальное общеобразовательное бюджетное учреждение города Ишимбая.

## История
Образовательное учреждение основано 29 августа 1964 года, открыто 1 сентября того же года. Здание школы было первой постройкой в микрорайоне № 2 и рассчитывалось на 964 учащихся. Изначально сооружение включало 16 классных комнат, 9лабораторий и кабинетов, актовый и спортивный залы, мастерские. Основная масса учеников и персонал комплектовались на базе ишимбайских школ № 2, 6, 8, 10, 11, 24, исполняющим обязанности директора был назначен Василий Геннадьевич Богомолов.
В 1965 году директором школы стал Иван Иванович Капошко. В школе образовался хор, проходили спортивные состязания, олимпиады. Ученики участвовали в слётах, отправлялись в поездки по городам страны. Также принимали участие во Всесоюзной игре «Светофор», став её победителями и удостоившись права выступить на телевидении в городе Уфе. Часто проходили школьные вечера, в актовом зале репетировали вокально-инструментальные ансамбли, в школу приезжали артисты и лекторы. Школа № 3 стала лучшей в городе Ишимбае.
В 1969 году создана мастерская домоводства как подсобное хозяйство Ишимбайской трикотажной фабрики.
Под руководством И. И. Капошко возле школы был разбит берёзовый сквер, на месте которого планировали возвести 5-этажный жилой дом. Учащиеся собирали металлолом и макулатуру, чтобы собрать средства на установку памятника Герою Советского Союза З. А. Космодемьянской. В основание сооружения было заложено послание потомкам.
В 1971 году был введён в эксплуатацию спортивный комплекс.
В 1984 году школу возглавила Флюра Закировна Юнусова, инициатор внедрения здоровьесберегающих технологий.
В 1987 году директором стал Владимир Андреевич Лукин, впервые избранный педагогическим коллективом. В 1990 году введено раннее изучение английского языка и информатики по углублённой программе. В 1995 году открылись математический и химико-биологический классы, в 1997 году в начальных классах начали обучение по программе Л. Ф. Климановой, продолжили дифференциацию в обучении. В 1998 году организован личностно-ориентированный подход в обучении.
В 1999 году школу возглавил Николай Павлович Кашицин. В 2005 году было освоено изучение и внедрение информационных технологий в учебно-воспитательный процесс.
В 2011—2013 годах школой руководил экс-глава администрации города Ишимбая Виктор Васильевич Елёпин.
С 2013 года директором школы является Виктор Константинович Шин. В 2015 году началась реконструкция здания школы.
В ноябре 2015 года школа была закрыта на ремонт. Учащиеся младших классов были временно переведены во 2-й корпус БГИ № 2, а 19 классов направили на обучение в школу № 18. В январе 2016 года учреждение вновь открылось после ремонта.

## Описание
Имеет компьютерный класс, актовый и спортивный залы, библиотеку, столярную и слесарную мастерские, учебно-опытный участок, медкабинет, комнату боевой славы, работают 2 театра.
Действуют вокальный, театральный кружки, спортивные секции волейбола и баскетбола. Работают кружки Детского экологи-биологического центра и Станции юных техников.
Учащиеся школы — победители и призёры олимпиад, имеется лауреат премии Президента РФ, победитель Всероссийской олимпиады по биологии (2011), призёр  регионального этапа Всероссийской олимпиады школьников по географии. Одна из учащихся получает стипендию главы региона, проводится работа по военно-патриотическому воспитанию.
Школа сотрудничает с Башкирским государственным университетом (ныне Уфимский университет науки и технологий), Институтом геологии Уфимского научного центра РАН, Салаватским колледжем образования и профессиональных технологий.

## Руководители
Директора школ:
1. Богомолов Василий Геннадьевич (1964—1965).
2. Капошко Иван Иванович (1965—1984).
3. Юнусова Флюра Закировна (1984—1987).
4. Лукин Владимир Андреевич (1987—1999).
5. Кашицин Николай Павлович (1999—2011).
6. Елёпин Виктор Васильевич (2011—2013).
7. Шин Владимир Константинович (2013—2016).
8. Каримова Рита Талгатовна (2016 — 2022).
9. Султанмуратов Салават Гафурович (2022 - настоящее время)

## Знаменитые преподаватели
- Капошко Иван Иванович[3];
- Малышева Антонина Зиновьевна[3];
- Хлопотина Светлана Васильевна[6].

## Знаменитые ученики
Альмухаметов, Ильмар Разинович - башкирский театральный режиссёр и постановщик, телеведущий, драматург, преподаватель высшей школы. Генеральный директор Башкирского государственного театра оперы и балета (с 2015 года). Учился в 1977—1985 гг. 

## Музей и памятники
На протяжении нескольких десятилетий школа № 3 чтит память о Герое Советского Союза З. А. Космодемьянской. В сквере напротив школы ей установлен памятник. В 2005 году зал боевой славы реконструирован в комнату боевой славы, в которой имеются материалы о жизни и подвиге З. А. Космодемьянской, сохранены письма и фотографии учащихся школы с её матерью, Любовью Тимофеевной Космодемьянской. В 1974 году в Зале боевой славы был открыт ещё один памятник Космодемьянской, который варварски разрушили в ходе ремонта в 2016 году. Ныне скульптуре требуется реставрация.